# Dousberg-Hazendans

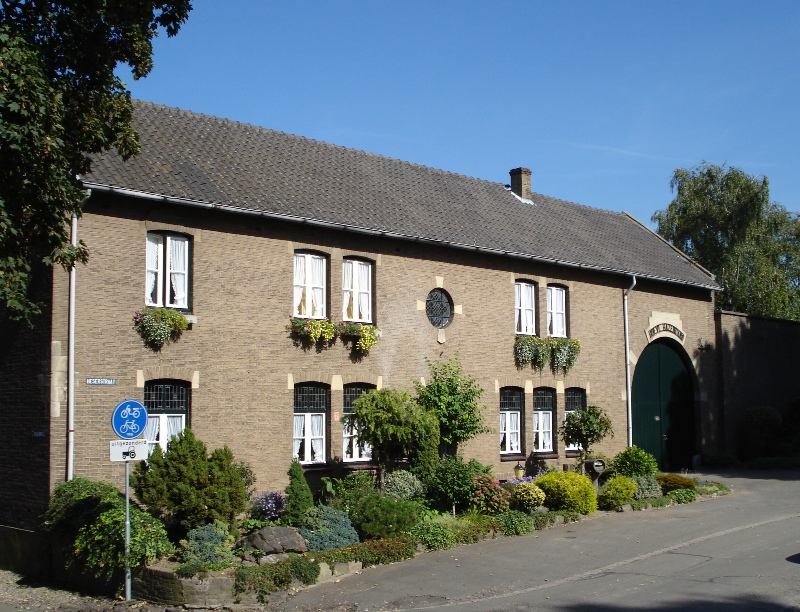
Hoeve De Hazendans, un monument historique.

Dousberg-Hazendans, en limbourgeois et en maastrichtois « Dousberg-Haozendans », est le nom d'un quartier résidentiel situé dans la partie ouest de la municipalité de Maastricht.

## Toponymie
Le nom du quartier vient de la colline « Dousberg » et de la ferme « Hazendans ».

## Géographie

### Géographie administrative
Dousberg-Hazendans est bordé par le district de Malberg au nord, des quartiers de Pottenberg et Belfort au sud, du Daalhof au sud et de la frontière avec la Belgique, précisément la commune de Lanaken, à l'ouest.
La frontière entre Dousberg-Hazendans et le canal d'Albert en Belgique est populaire auprès des randonneurs.

### Urbanisme

#### Architecture
Le district se compose de deux parties : la zone résidentielle de Hazendans, construite dans les années 1990, et la zone de loisir Dousberg, toujours en développement.

#### Transport
En plus de la route principale Via Regia, il existe deux passages frontaliers plus petits entre Dousberg-Hazendans et la Belgique, la Heserstraat et la Drenkelingsweg. Les deux ne sont pas accessibles aux voitures et atteignent le canal d'Albert.

## Histoire
Des fouilles archéologiques ont lieu dans une portion du quartier, sur le site de Veldwezelt-Hezerwater.

## Population et société

### Démographie
Le quartier comptait 2075 habitants en 2013, dont 1065 hommes et 1010 femmes.

### Sports
Le club de golf de Maastricht s'y trouve.

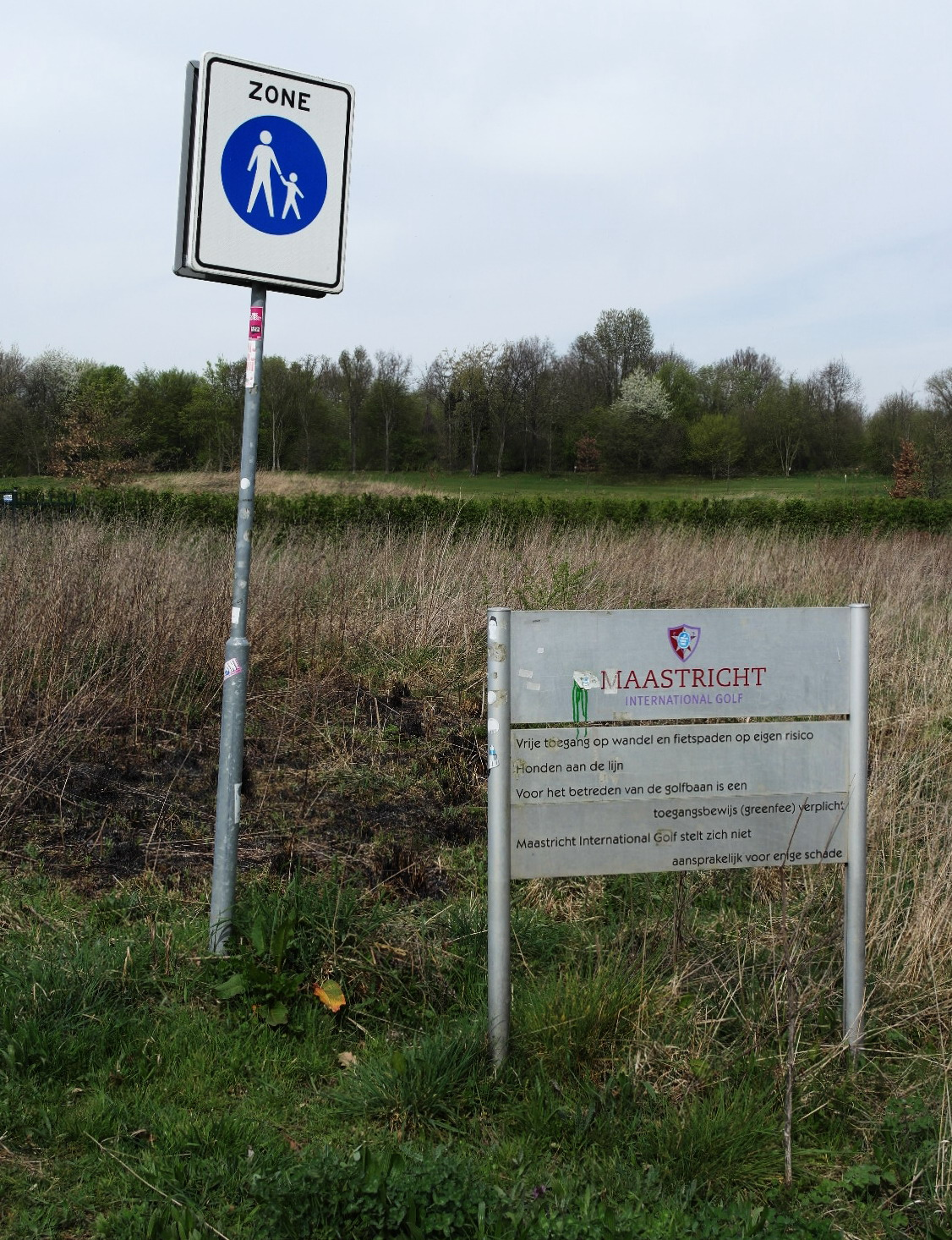
Vue du golf.
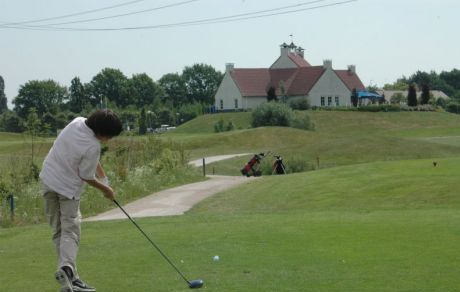
Autre vue du golf, depuis le terrain.
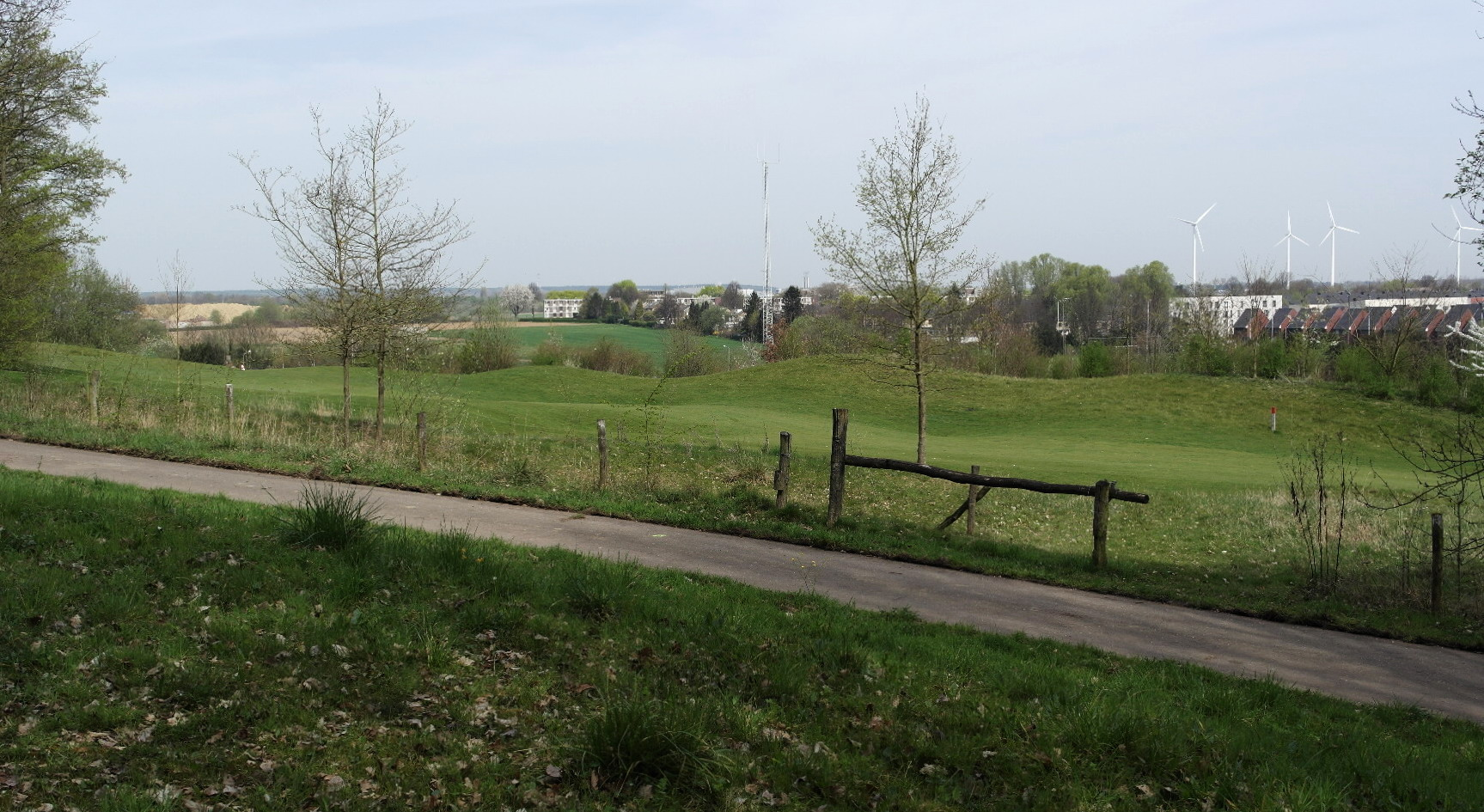
Vue du golfe.

## Sources
- (nl) Cet article est partiellement ou en totalité issu de l’article de Wikipédia en néerlandais intitulé « Dousberg-Hazendans » (voir la liste des auteurs).

## Compléments